# Ono Jima
Ono Jima  (von japanisch 斧ま Ono-shima, deutsch ‚Axtinsel‘) ist eine kleine Insel vor der Prinz-Harald-Küste des ostantarktischen Königin-Maud-Lands. Sie liegt östlich der Oyayubi Jima im Gebiet der Langhovde.
Japanische Wissenschaftler benannten sie 2008 deskriptiv nach ihrer Form.